# Blessed
Blessed è un brano composto ed interpretato da Elton John; il testo è opera di Bernie Taupin.

## Il brano
Proviene dall'album del 1995 Made in England (del quale costituisce l'ultima traccia). Si tratta sostanzialmente di una canzone dall'andatura di una bossanova, lenta e tranquilla, ben separata dal brano precedente (l'eclettica Lies). La melodia presenta dei cambi di tonalità ed è basata sul pianoforte di Elton. Il testo di Bernie significa letteralmente Benedetto, e parla di un uomo che desidera avere un bambino e comincia a "fantasticare" nella sua testa su come potrà essere il suo futuro di padre.
Specificatamente, è uno dei pochissimi testi autobiografici scritti da Bernie (non riferito alla coppia Elton-Bernie ma solo a se stesso), in quanto in quel periodo era proprio lui a desiderare un figlio.
Blessed è stata pubblicata come singolo sul finire del 1995 (nel Regno Unito fu poi ritirata); ha conseguito una #34 USA e una #3 canadese. È stata inoltre inclusa nella famosa compilation Love Songs del 1996; si configura quindi come un brano abbastanza famoso dell'Elton John anni Novanta, anche se non è mai stato uno standard dei concerti della rockstar. Tra le poche esibizioni del pezzo, si ricorda l'esecuzione al Flamengo Stadium di Rio de Janeiro davanti ad oltre 60.000 persone (1995) e quella al Mediolanum Forum di Milano, durante un rarissimo concerto con Ray Cooper (2009): in questo caso, Blessed è stata unita a Carla Etude.

## I singoli
Singolo in CD (UK, promo, mai pubblicato)
1. "Blessed" - 5:02

Singolo in CD (UK, promo, mai pubblicato)
1. "Blessed" (Radio Edit) - 4:07

Singolo in CD (UK, ritirato prima di uscire sul mercato)
1. "Blessed" - 5:06
2. "Made in England" (Junior's Sound Factory Mix) - 11:01
3. "Made in England" (Junior's Joyous Mix) - 4:22

Singolo in CD (UK, ritirato prima di uscire sul mercato)
1. "Blessed" - 5:06
2. "Honky Cat" (live) - 7:06
3. "Take Me to the Pilot" (live) - 5:38
4. "The Bitch Is Back" (live) - 4:21

Singolo 7" (USA)
1. "Blessed" — 5:01
2. "Latitude" - 3:34

Singolo in CD (USA, promo)
1. "Blessed" [Radio Edit A (Vocal Ending)] - 4:05
2. "Blessed" [Radio Edit B (Piano Ending)] - 4:19
3. "Blessed" - 5:01

Singolo in CD (USA)
1. "Blessed" (Radio Edit) - 4:19
2. "Honky Cat" (live) - 7:05
3. "Take Me to the Pilot" (live) - 5:55
4. "The Bitch Is Back" (live) - 4:26